# Peter Biziou
Peter Biziou (ur. 8 sierpnia 1944 w Walii) – brytyjski operator filmowy. Laureat Oscara. 
Jego ojciec także był filmowcem. Debiutował w połowie lat 60. jako autor zdjęć do filmów krótkometrażowych. W następnej dekadzie rozpoczął współpracę z Alanem Parkerem (Bugsy Malone 1976). Pracował z grupą Monty Python przy realizacji Żywota Briana oraz z Pink Floyd przy The Wall. W 1988 był autorem zdjęć do Missisipi w ogniu Parkera, za które zdobył Oscara. Ponadto pracował przy takich filmach jak: Miasto radości (1992), W imię ojca (1993), Ryszard III (1995), Truman Show (1998) czy Wykolejony (2005).